# Chặng đua MotoGP Aragon 2022
Chặng đua MotoGP Aragon 2022 là chặng đua thứ 15 của mùa giải đua xe MotoGP 2022. Chặng đua diễn ra từ ngày 16/09/2022 đến ngày 18/09/2022 ở trường đua Aragon Motorland, Tây Ban Nha. Tay đua giành chiến thắng thể thức MotoGP là Enea Bastianini của đội đua Gresini Racing.

## Kết quả phân hạng thể thức MotoGP
| Fastest session lap |

| Stt                | Số xe | Tay đua               | Xe      | Kết quả      | Kết quả  | Xuất phát | Hàng xuất phát |
| Stt                | Số xe | Tay đua               | Xe      | Q1           | Q2       | Xuất phát | Hàng xuất phát |
| ------------------ | ----- | --------------------- | ------- | ------------ | -------- | --------- | -------------- |
| 1                  | 63    | Francesco Bagnaia     | Ducati  | Vào thẳng Q2 | 1:46.069 | 1         | 1              |
| 2                  | 43    | Jack Miller           | Ducati  | Vào thẳng Q2 | 1:46.159 | 2         | 1              |
| 3                  | 23    | Enea Bastianini       | Ducati  | Vào thẳng Q2 | 1:46.313 | 3         | 1              |
| 4                  | 41    | Aleix Espargaró       | Aprilia | 1:46.569     | 1:46.590 | 4         | 2              |
| 5                  | 5     | Johann Zarco          | Ducati  | 1:46.843     | 1:46.646 | 5         | 2              |
| 6                  | 20    | Fabio Quartararo      | Yamaha  | Vào thẳng Q2 | 1:46.802 | 6         | 2              |
| 7                  | 72    | Marco Bezzecchi       | Ducati  | Vào thẳng Q2 | 1:46.852 | 7         | 3              |
| 8                  | 89    | Jorge Martín          | Ducati  | Vào thẳng Q2 | 1:46.911 | 8         | 3              |
| 9                  | 42    | Álex Rins             | Suzuki  | Vào thẳng Q2 | 1:46.912 | 9         | 3              |
| 10                 | 33    | Brad Binder           | KTM     | Vào thẳng Q2 | 1:46.924 | 10        | 4              |
| 11                 | 88    | Miguel Oliveira       | KTM     | Vào thẳng Q2 | 1:47.183 | 11        | 4              |
| 12                 | 30    | Takaaki Nakagami      | Honda   | Vào thẳng Q2 | 1:47.274 | 12        | 4              |
| 13                 | 93    | Marc Márquez          | Honda   | 1:46.909     | N/A      | 13        | 5              |
| 14                 | 10    | Luca Marini           | Ducati  | 1:47.056     | N/A      | 14        | 5              |
| 15                 | 49    | Fabio Di Giannantonio | Ducati  | 1:47.119     | N/A      | 15        | 5              |
| 16                 | 12    | Maverick Viñales      | Aprilia | 1:47.337     | N/A      | 16        | 6              |
| 17                 | 73    | Álex Márquez          | Honda   | 1:47.489     | N/A      | 17        | 6              |
| 18                 | 44    | Pol Espargaró         | Honda   | 1:47.511     | N/A      | 18        | 6              |
| 19                 | 35    | Cal Crutchlow         | Yamaha  | 1:47.541     | N/A      | 19        | 7              |
| 20                 | 21    | Franco Morbidelli     | Yamaha  | 1:47.651     | N/A      | 20        | 7              |
| 21                 | 25    | Raúl Fernández        | KTM     | 1:47.671     | N/A      | 21        | 7              |
| 22                 | 87    | Remy Gardner          | KTM     | 1:47.847     | N/A      | 22        | 8              |
| 23                 | 40    | Darryn Binder         | Yamaha  | 1:49.309     | N/A      | 23        | 8              |
| Kết quả chính thức |       |                       |         |              |          |           | 8              |

## Kết quả đua chính thể thức MotoGP
| Stt                                                  | Số xe | Tay đua               | Đội đua                      | Xe      | Lap | Kết quả         | Xuất phát | Điểm |
| ---------------------------------------------------- | ----- | --------------------- | ---------------------------- | ------- | --- | --------------- | --------- | ---- |
| 1                                                    | 23    | Enea Bastianini       | Gresini Racing MotoGP        | Ducati  | 23  | 41:35.462       | 3         | 25   |
| 2                                                    | 63    | Francesco Bagnaia     | Ducati Lenovo Team           | Ducati  | 23  | +0.042          | 1         | 20   |
| 3                                                    | 41    | Aleix Espargaró       | Aprilia Racing               | Aprilia | 23  | +6.139          | 4         | 16   |
| 4                                                    | 33    | Brad Binder           | Red Bull KTM Factory Racing  | KTM     | 23  | +6.379          | 10        | 13   |
| 5                                                    | 43    | Jack Miller           | Ducati Lenovo Team           | Ducati  | 23  | +6.964          | 2         | 11   |
| 6                                                    | 89    | Jorge Martín          | Prima Pramac Racing          | Ducati  | 23  | +12.030         | 8         | 10   |
| 7                                                    | 10    | Luca Marini           | Mooney VR46 Racing Team      | Ducati  | 23  | +12.474         | 14        | 9    |
| 8                                                    | 5     | Johann Zarco          | Prima Pramac Racing          | Ducati  | 23  | +12.655         | 5         | 8    |
| 9                                                    | 42    | Álex Rins             | Team Suzuki Ecstar           | Suzuki  | 23  | +12.702         | 9         | 7    |
| 10                                                   | 72    | Marco Bezzecchi       | Mooney VR46 Racing Team      | Ducati  | 23  | +16.150         | 7         | 6    |
| 11                                                   | 88    | Miguel Oliveira       | Red Bull KTM Factory Racing  | KTM     | 23  | +17.071         | 11        | 5    |
| 12                                                   | 73    | Álex Márquez          | LCR Honda Castrol            | Honda   | 23  | +18.463         | 17        | 4    |
| 13                                                   | 12    | Maverick Viñales      | Aprilia Racing               | Aprilia | 23  | +18.730         | 16        | 3    |
| 14                                                   | 35    | Cal Crutchlow         | WithU Yamaha RNF MotoGP Team | Yamaha  | 23  | +20.090         | 19        | 2    |
| 15                                                   | 44    | Pol Espargaró         | Repsol Honda Team            | Honda   | 23  | +27.588         | 18        | 1    |
| 16                                                   | 87    | Remy Gardner          | Tech3 KTM Factory Racing     | KTM     | 23  | +28.805         | 22        |      |
| 17                                                   | 21    | Franco Morbidelli     | Monster Energy Yamaha MotoGP | Yamaha  | 23  | +30.422         | 20        |      |
| 18                                                   | 40    | Darryn Binder         | WithU Yamaha RNF MotoGP Team | Yamaha  | 23  | +31.330         | 23        |      |
| 19                                                   | 49    | Fabio Di Giannantonio | Gresini Racing MotoGP        | Ducati  | 23  | +31.595         | 15        |      |
| 20                                                   | 25    | Raúl Fernández        | Tech3 KTM Factory Racing     | KTM     | 23  | +36.160         | 21        |      |
| Ret                                                  | 93    | Marc Márquez          | Repsol Honda Team            | Honda   | 1   | Tai nạn/hư xe   | 13        |      |
| Ret                                                  | 20    | Fabio Quartararo      | Monster Energy Yamaha MotoGP | Yamaha  | 0   | Tai nạn         | 6         |      |
| Ret                                                  | 30    | Takaaki Nakagami      | LCR Honda Idemitsu           | Honda   | 0   | Tai nạn         | 12        |      |
| DNS                                                  | 36    | Joan Mir              | Team Suzuki Ecstar           | Suzuki  |     | Không đua chính |           |      |
| Fastest lap: Luca Marini (Ducati) – 1:47.795 (lap 4) |       |                       |                              |         |     |                 |           |      |
| Kết quả chính thức                                   |       |                       |                              |         |     |                 |           |      |

## Bảng xếp hạng sau chặng đua
|   | Stt | Tay đua           | Điểm |
| - | --- | ----------------- | ---- |
|   | 1   | Fabio Quartararo  | 211  |
|   | 2   | Francesco Bagnaia | 201  |
|   | 3   | Aleix Espargaró   | 194  |
|   | 4   | Enea Bastianini   | 163  |
| 1 | 5   | Jack Miller       | 134  |

|   | Stt | Xưởng đua | Điểm |
| - | --- | --------- | ---- |
|   | 1   | Ducati    | 346  |
| 1 | 2   | Aprilia   | 217  |
| 1 | 3   | Yamaha    | 213  |
|   | 4   | KTM       | 161  |
|   | 5   | Suzuki    | 134  |

|  | Stt | Đội đua                      | Điểm |
|  | --- | ---------------------------- | ---- |
|  | 1   | Ducati Lenovo Team           | 335  |
|  | 2   | Aprilia Racing               | 298  |
|  | 3   | Monster Energy Yamaha MotoGP | 237  |
|  | 4   | Prima Pramac Racing          | 237  |
|  | 5   | Red Bull KTM Factory Racing  | 223  |